# Wasseramsel
Die Wasseramsel oder Eurasische Wasseramsel (Cinclus cinclus) ist die einzige auch in Mitteleuropa vorkommende Vertreterin der Familie der Wasseramseln (Cinclidae). Der etwa starengroße, rundlich wirkende Singvogel ist eng an das Leben entlang schnellfließender, klarer Gewässer gebunden. Dort ernährt sich die Art vornehmlich von Wasserinsekten, die sie vor allem tauchend erbeutet.
Die Art erbaut umfangreiche Kugelnester in Halbhöhlen oder natürlichen Höhlen entlang ihrer Nahrungsgewässer, in Uferverbauungen sowie unter Brücken und anderen flussbegleitenden Bauwerken. Sie ist ein Standvogel (d. h. kein Zugvogel) und verlässt die Brutgewässer nur, wenn sie zufrieren.
Die Wasseramsel ist mit 13 Unterarten von Westeuropa und Nordwestafrika ostwärts bis in die Region um den Baikalsee und in die Hochlagen Westchinas verbreitet.
Nach starken Einbußen in der zweiten Hälfte des 20. Jh. haben sich die Bestände der meisten Unterarten weitgehend erholt. Die Art gilt nach Einschätzung der IUCN als nicht gefährdet (Least Concern).
Die Wasseramsel ist seit 1963 der Nationalvogel Norwegens.

## Aussehen (Cinclus c. aquaticus)

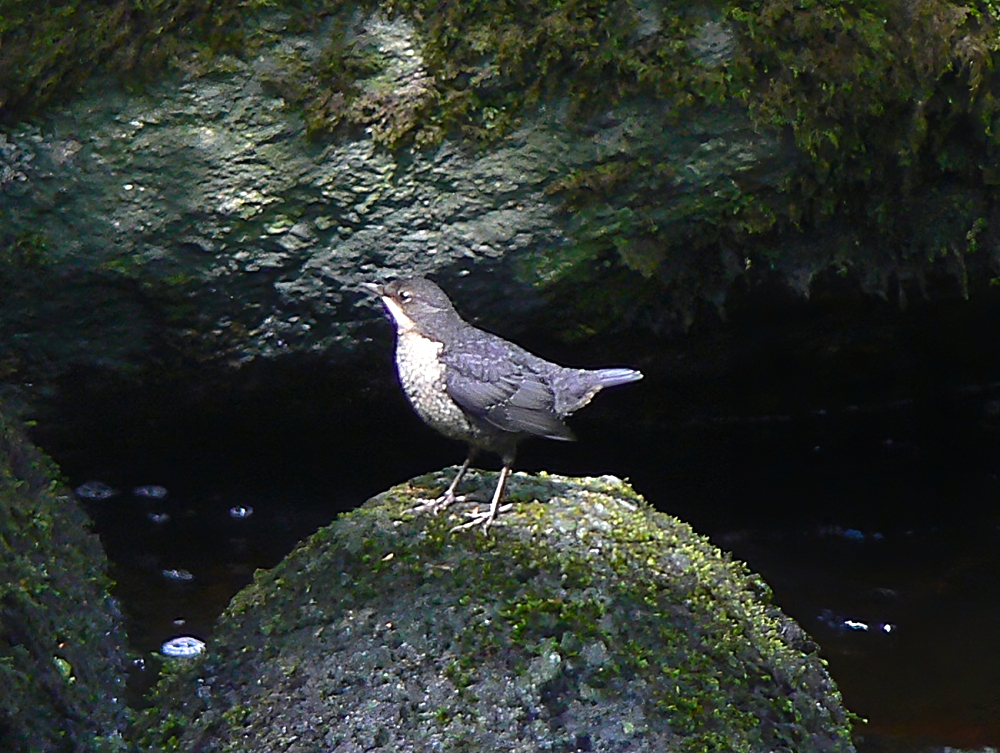
Wasseramsel – Jungvogel

Die Wasseramsel ist mit etwa 18 Zentimetern Körperlänge etwas kleiner als ein Star. Der rundliche, kurzschwänzige Vogel ist in seinem Lebensraum unverkennbar. Kopf und Nacken sind zeichnungslos mittelbraun, die übrige Oberseite ist schiefergrau; durch die dunkelbraune Färbung der Federsäume entsteht der Eindruck einer Schuppung. Kehle, Hals und Brust sind meist reinweiß, manchmal auch leicht rahmfarben. Zum Bauch hin ist dieser Brustlatz von einem rostbraunen, seltener auch orangebraunen Streif begrenzt; Unterbauch, Steiß und die Unterseite der Steuerfedern sind dunkel graubraun. Der Schnabel ist schwärzlich, ebenso die kräftigen Füße und Zehen. Die langen Krallen sind auffallend hell, fast weiß. Die Iris ist dunkelbraun. Die Geschlechter unterscheiden sich im Aussehen nicht; Männchen sind im Jahresdurchschnitt etwas schwerer und haben geringfügig längere Flügel.
Jungvögel sind auf der Oberseite geschuppt schieferfarben, auf der Unterseite geflockt weißgrau. Ihre Beine sind hellgrau mit einem rosa Anflug. Spätestens im Oktober des Geburtsjahres mausern die Jungvögel in das Adultkleid.

### Mauser
Die Mauser der Wasseramsel verläuft zwar nach dem üblichen Singvogelschema, unterscheidet sich von diesem jedoch durch die besondere Länge von mehr als 80 Tagen und durch den Verlauf in drei deutlich voneinander getrennten Schüben: Zuerst fallen die inneren fünf Handschwingen, danach die äußeren und zuletzt die Armschwingen. Die Mauser der Steuerfedern verläuft von der Mitte nach außen. Während der Mauser ist die Wasseramsel zwar voll flugfähig, ihre Manövrierfähigkeit ist jedoch stark eingeschränkt. Da aber immer zwei Flügelteile vorhanden sind, ist sie bei der Nahrungssuche nicht allzu behindert. Während der Mauser verhalten sich die Vögel sehr verborgen und verbleiben meist in einem kleinen, besonders beutereichen Abschnitt ihres Reviers.

## Lautäußerungen
Die Wasseramsel verfügt über ein reichhaltiges Stimmrepertoire, doch werden ihre Rufe und Gesänge oft von der lauten Geräuschkulisse ihres Lebensraumes übertönt. Deshalb kommt dem auffälligen Knicksen, vielleicht auch dem ständigen Augenblinzeln, kommunikative Bedeutung zu. Der Gesang ist eine etwa 20 Sekunden dauernde Abfolge zwitschernder und trillernder Phrasen in unterschiedlicher Tonhöhe, in die gepresste, schwätzende und kratzende Laute sowie leise Pfeiftöne eingebettet sind. Sehr häufig beginnt der Gesang mit einem auffälligen, scharf betonten, auf- und absteigenden (oft sechssilbigen) Eingangselement. Am häufigsten – und aufgrund des niedrigen Wasserstandes im Spätwinter am besten – ist der Gesang in der Vorbrutzeit im Februar und März zu hören; doch singen beide Geschlechter in unterschiedlicher Intensität während des gesamten Jahres. Neben diesem Gesang sind vielfältige, situations- und stimmungsabhängige Rufe zu hören; manche klingen wie zit, zrib oder zrik; im deutlich hörbaren, schnurrenden Flug ruft sie oft gereiht zip…zip…zip…, manchmal einzeln zerb oder zirrb.

## Lebensraum und Verbreitung

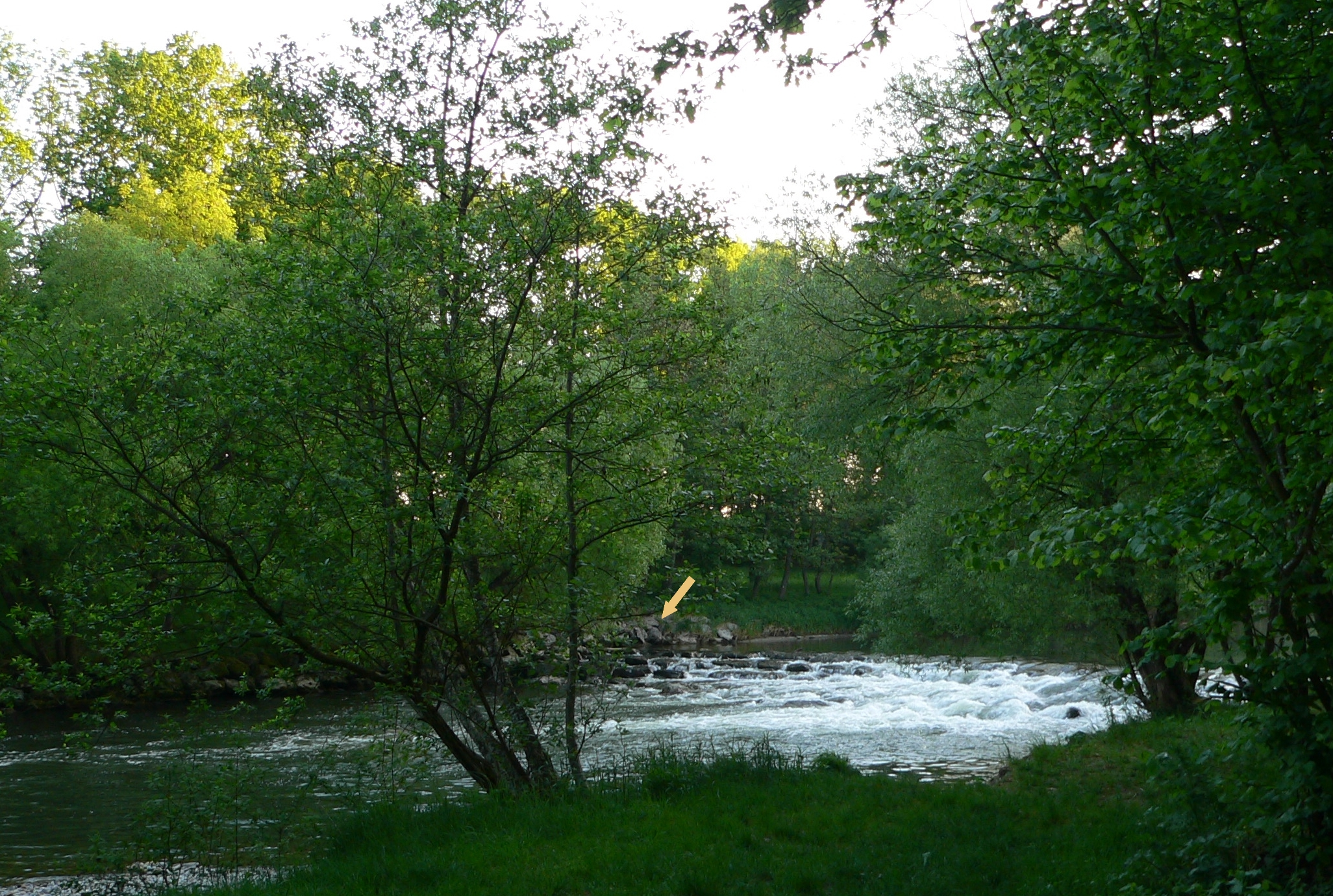
Bruthabitat an der Argen in Baden-Württemberg
Der Pfeil markiert den Neststandort

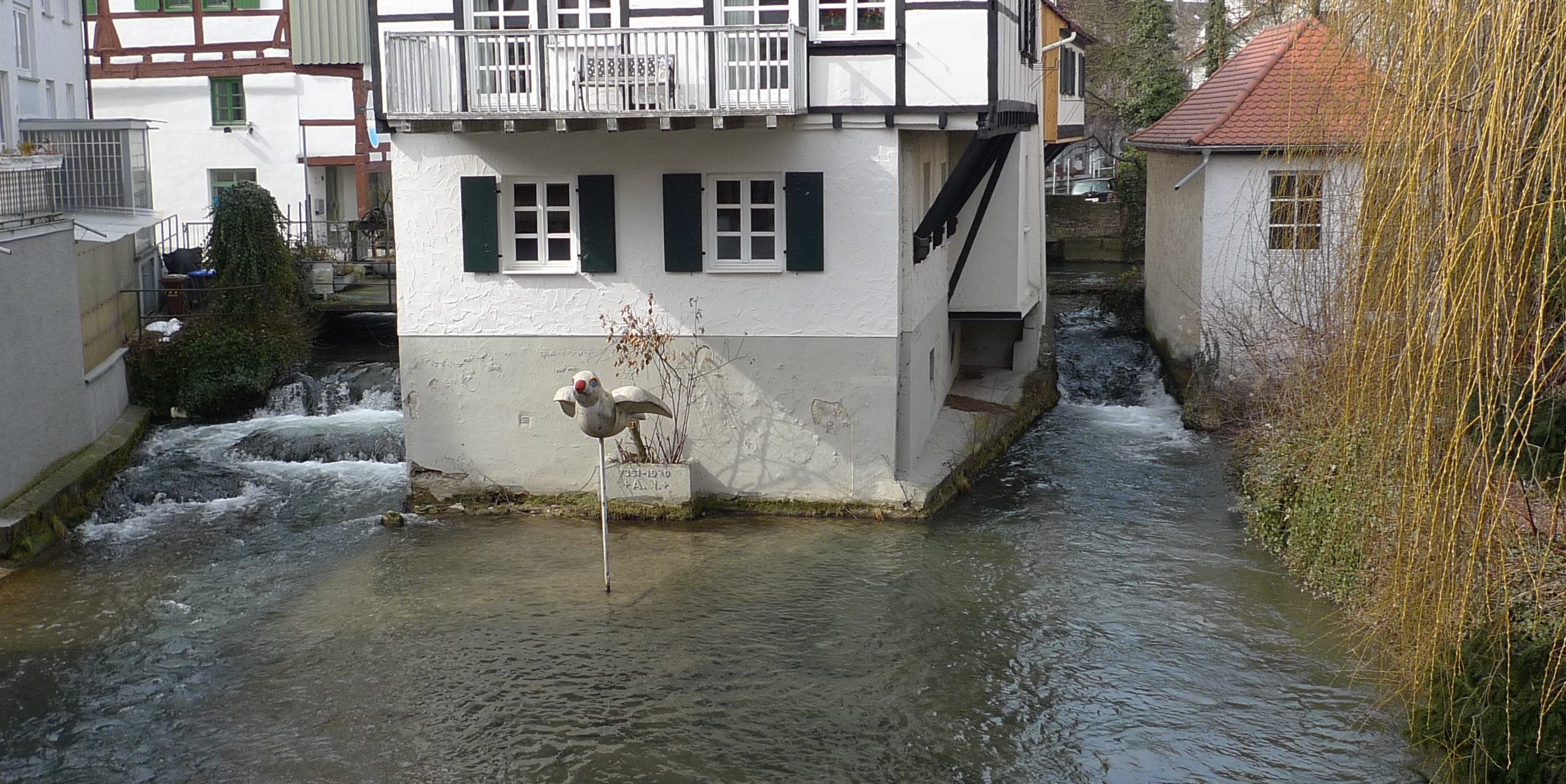
Innerstädtisches Bruthabitat der Wasseramsel an der Blau in Ulm

Die Brutverbreitung der Wasseramsel ist eng an klare, strömungs- und sauerstoffreiche Fließgewässer gebunden; weite Teile ihres Verbreitungsgebietes teilt sie mit der Gebirgsstelze. In manchen Regionen ist sie ein sehr seltener Brutvogel, kann aber bei günstigen Lebensbedingungen recht hohe Siedlungsdichten erreichen. Die bevorzugten Lebensräume sind Bäche und Flüsse der Forellenregion; meist, aber nicht ausschließlich, sind diese Gewässer breiter als zwei Meter und weisen eine minimale Abflussmenge von etwa einem Kubikmeter pro Sekunde bei einer Strömungsgeschwindigkeit von 12–20 Zentimeter pro Sekunde auf. Nur vereinzelt dringt sie in die Äschen- und Barbenregion vor. Die Gewässer müssen einen steinigen oder kiesigen Untergrund und zumindest abschnittsweise dicht bebuschte Ufer aufweisen. Kleine Wasserfälle, Felsen oder große Steine im Wasserlauf sowie Uferabbrüche sind günstige Requisiten. Wichtig sind eine möglichst gleichmäßige Wasserführung sowie Eisfreiheit im Winter. Gewässerabschnitte ohne dichte Vegetation sowie Fließgewässer in dichten Wäldern werden nicht besiedelt. Die Wassergüte der Brutgewässer ist meist sehr hoch, doch halten Wasseramseln auch bei wesentlicher Qualitätsverschlechterung lange an einem einmal gewählten Gewässerabschnitt fest. An langsam fließenden Strömen sowie an Seen oder Kanälen erscheint die Wasseramsel nur selten als Brutvogel; häufiger ist sie im Winter in solchen Biotopen anzutreffen. Bei günstigen Gegebenheiten können Wasseramseln in Siedlungen oder Industriegebieten brüten.
Die Siedlungsdichte ist vom Nahrungsangebot und vom Angebot günstiger Nistgelegenheiten abhängig; sie schwankt von wenigen 100 Gewässermetern bis zu einigen Gewässerkilometern pro Brutpaar. Ein Paar benötigt etwa 0,4 Hektar untiefes Wasser. Gute Wasseramselgebiete weisen etwa ein Brutpaar pro Gewässerkilometer auf. Minimale Nestabstände liegen unter 100 Metern; bei solch engen Nestabständen könnte Bigynie eine Rolle spielen. Vertikal ist die Wasseramsel vom Tiefland bis in Höhen von über 4000 Metern vertreten. Vor allem C. c. cashmeriensis und C. c. przewalski sind ausgesprochene Hochgebirgsvögel, aber auch die mitteleuropäische Unterart C. c. aquaticus steigt in große Höhen auf. So liegen Brutzeitbeobachtungen aus der Schweiz aus über 2500 Metern Höhe vor.
Die Wasseramsel ist ein Brutvogel der West- und Zentralpaläarktis. Im Osten überlappt ihr Verbreitungsgebiet weiträumig mit dem der Flusswasseramsel (Cinclus pallasii); in diesen Gebieten besiedelt C. pallasii häufig langsamer fließende und breitere Gewässer als C. cinclus.

Verbreitungsgebiet der Wasseramsel:
Ganzjähriges Vorkommen
Überwinterungsgebiete
Population erloschen

Die Art kommt von den Britischen Inseln, Ost- und Zentralfrankreich, Teilen Spaniens, Portugals, Marokkos und Algeriens über große Teile Mitteleuropas und Skandinaviens, Italiens, ostwärts über den Ural bis ins Baikalgebiet vor. Eine isolierte Verbreitungsinsel soll im Stanowojgebirge existieren. In den Balkanländern brütet die Art in unterschiedlicher Dichte, in den Mittelgebirgs- und Gebirgsgegenden Rumäniens liegen die individuenreichsten Brutvorkommen der Wasseramsel in Europa. Im Südosten sind der pontische Bereich der Türkei, der Taurus, der Kaukasus und angrenzende Gebiete, das Elbursgebirge sowie Teile des nördlichen Chorasan besiedelt. Weiter ostwärts ist die Art in den Gebirgen Afghanistans und Pakistans bis zum mongolischen Altai verbreitet. Im Südosten brütet die Wasseramsel in den Bergketten des Pamir und Hindukusch und weiter ostwärts im Altun Shan und Nan Shan an der Südseite des Tarimbeckens. Die südöstlichsten Vorkommen liegen an der Nordabdachung des Himalayas.
Die Unterart rufiventris, welche in Westsyrien und dem Libanon lebte, ist ausgestorben.

### Wanderungen
Die meisten Populationen der Wasseramsel sind Standvögel, die auch in harten Wintern im Brutgebiet ausharren; erst wenn die Nahrungsgewässer zufrieren, sind sie zum Abwandern, meist flussabwärts, gezwungen. Weibchen scheinen eine größere Mobilitätsbereitschaft aufzuweisen als Männchen. Skandinavische, nordrussische und kaukasische Wasseramseln verlassen regelmäßig ihr Brutgebiet und ziehen in südliche und südöstliche Richtungen nach Mittel- und Südfinnland, ins Baltikum und nach Polen, beziehungsweise in den südlicheren Ural sowie in die tiefgelegenen Flusstäler des südlichen Transkaukasus, gelegentlich auch weiter bis in den Nordirak. Über eventuelle Zugstrategien der afrikanischen und zentralasiatischen Populationen ist nichts bekannt.
Das Jugenddispersal verläuft im Allgemeinen kleinräumig; Jungvögel versuchen, in einem Umkreis von wenigen Kilometern Entfernung vom Geburtsort ein eigenes Revier zu etablieren. Ansiedlungen in 50 Kilometern Entfernung und mehr wurden festgestellt, sind aber Ausnahmen. Da Wasseramseln bei den Zerstreuungswanderungen meist den Wasserläufen folgen und Wasserscheiden eine gewisse Rolle spielen, können selbst bei geringer Luftlinienentfernung die tatsächlich zurückgelegten Flugkilometer recht beträchtlich sein.

## Nahrung und Nahrungserwerb

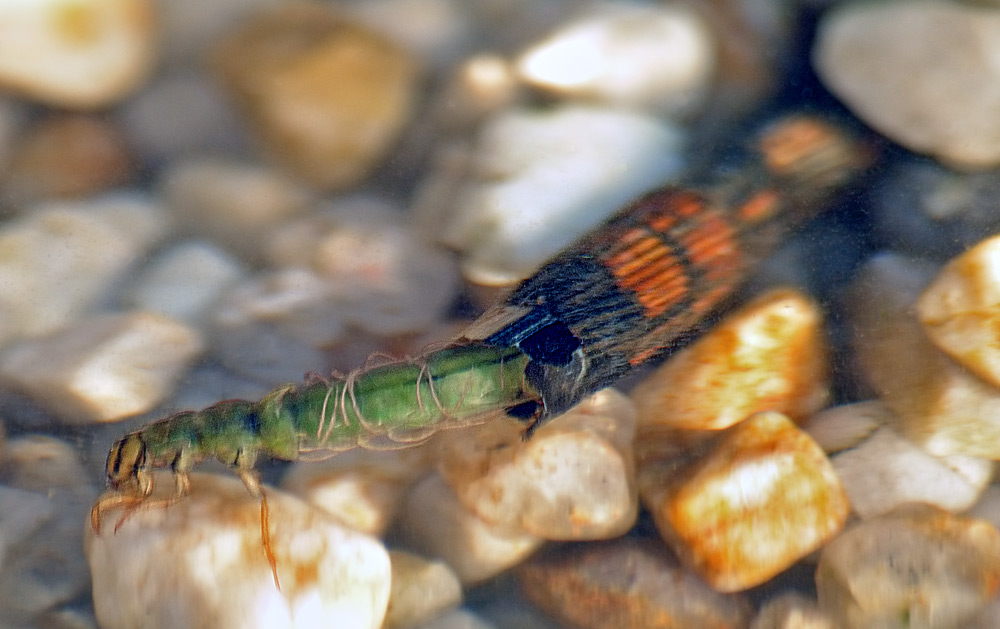
Köcherfliegenlarven sind wichtige Beutetiere der Wasseramsel

Wasseramseln ernähren sich ausschließlich animalisch; pflanzliche Komponenten, die bei Nahrungsanalysen festgestellt wurden, sind zufällig aufgenommene Bestandteile; die häufig in den Mageninhalten gefundenen Steinchen werden überwiegend gemeinsam mit den Gehäusen der Köcherfliegenlarven geschluckt, gelegentlich aber auch gezielt aufgenommen.
Unter den Beutetieren überwiegen die für schnellfließende Gewässer typischen Insektenarten, vor allem die Larven der Köcherfliegen, Eintagsfliegen, Steinfliegen, Lidmücken und der Kriebelmücken. Weniger bedeutend sind die Larven und Geschlechtstiere von Schnaken und die verschiedener Wasserkäfer. An weiteren Wirbellosen spielen Süßwasserschnecken, Würmer, Flohkrebse und Wasserasseln eine gewisse Rolle. Gelegentlich werden kleine Fischchen, vor allem Groppen, Fischlaich und seltener Kaulquappen verzehrt. Terrestrisch lebende Tiere wie Käfer, Ameisen, Tausendfüßer und Spinnen werden bei Gelegenheit ebenfalls erbeutet. Unverdauliche Nahrungsreste werden als Gewölleballen hochgewürgt. Die Nestlingsnahrung besteht zu Beginn fast ausschließlich aus Larven von Eintagsfliegen; später überwiegen Larven von Köcherfliegen.
Wasseramseln wenden verschiedene Strategien beim Nahrungserwerb an. Einfachste Form ist das Aufpicken der Beutetiere vom Boden, von der Wasseroberfläche oder von Blättern; gelegentlich werden dabei Steine umgedreht oder Blätter gewendet. Beim Wasserlugen tauchen Wasseramseln den Kopf aus stehender oder schwimmender Lage ins Wasser und suchen so den oberflächennahen Untergrund nach Beute ab. Die häufigste und spezialisierteste Methode des Nahrungserwerbs ist das Tauchen. Unter Wasser wenden Wasseramseln Steinchen und lösen festsitzende Insektenlarven durch drehende Kopfbewegungen vom Substrat. Selten, und nur bei besonders ergiebigem Angebot, jagt die Art in der Luft nach Fluginsekten.

## Verhalten
Die Aktivitätsperiode der Wasseramsel beginnt kurz vor Sonnenaufgang und endet etwa mit dem Sonnenuntergang. Der frühe Vormittag und der spätere Nachmittag werden am intensivsten zur Nahrungssuche genutzt. Dazwischen liegt eine ausgiebige, zur Ruhe und Gefiederpflege verwendete Pause um die Mittagsstunden. Auch während der intensiven Nahrungssuche werden Pausen zur Ruhe und Gefiederpflege eingelegt. Die Nacht verbringt sie an geschützten Stellen, oft in Nischen, Halbhöhlen oder Höhlen meist am Gewässerrand ihres Reviers, gewöhnlich aber nicht in einem Nest.

### Bewegung

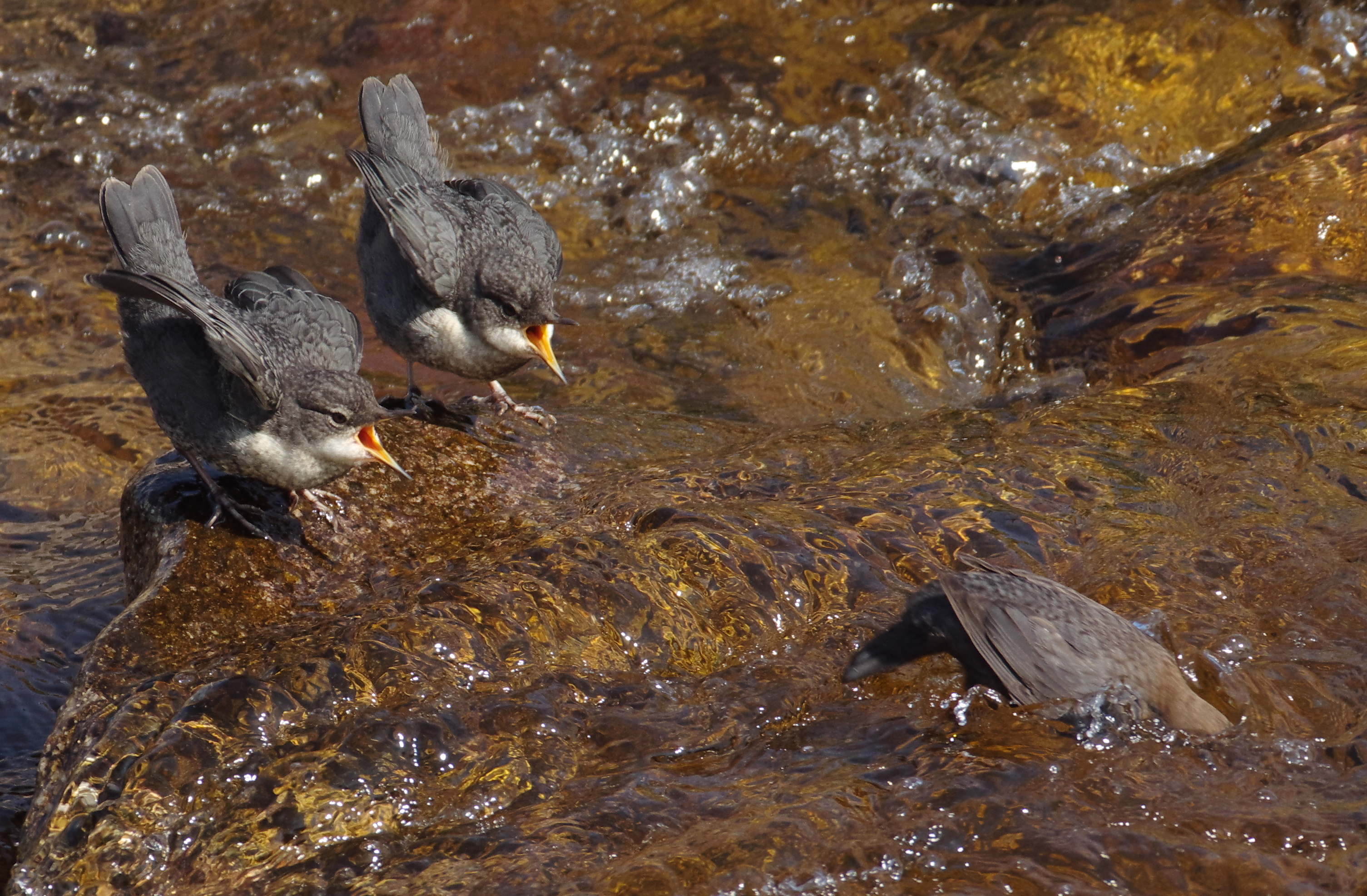
Elterntier (rechts) taucht nach dem Füttern der bettelnden Jungvögel

An Land bewegt sich die Wasseramsel trippelnd, laufend oder hüpfend fort. Sie vermag sich an strukturierten, fast senkrechten Oberflächen festzuklammern und sich dort, zuweilen kopfüber abwärts hüpfend, fortzubewegen. Zur Überbrückung längerer Strecken fliegt sie auf. In einem raschen, schwirrenden Flug folgt sie meist in niedriger Höhe dem Gewässerverlauf, steigt an den Reviergrenzen auf und kehrt im Bogen in ihr Revier zurück. Gelegentlich, besonders vor dem Eintauchen aus dem Flug oder bei der Flugjagd nach Insekten, rütteln Wasseramseln in der Art von Fliegenschnäppern. Streckenflüge erfolgen mit einer Geschwindigkeit von rund 50 km/h in Höhen zwischen 50 und 100 Metern. Dabei überquert sie auch breitere Meeresabschnitte, zum Beispiel die Ostsee.
Wasseramseln zählen zu den wenigen Singvögeln, die schwimmen und tauchen. Beim Schwimmen rudert sie mit den Beinen; beim Tauchen ist der Körper gegen die Strömungsrichtung abwärts geneigt, der Schwanz ist aufgestellt; dadurch wird der Vogelkörper gegen den Gewässergrund gedrückt und der Vogel kann dort kräftesparend verweilen und nach Nahrung suchen. Das Eintauchen kann aus dem Flug, durch Sturztauchen von einer Warte aus oder aus dem Schwimmen heraus erfolgen; unter Wasser paddelt die Wasseramsel mit den Füßen und stößt sich mit ihnen vom Untergrund ab. Die Hauptvortriebswirkung entsteht jedoch durch die Ruderkraft der Flügel. Dabei sind die Armschwingen weitgehend angelegt, während die Ruderarbeit durch die biegsamen Handschwingen erfolgt. Die durchschnittlichen Tauchzeiten liegen zwischen 5 und 10 Sekunden. In Ausnahmefällen taucht die Wasseramsel bis zu 30 Sekunden.
Besonders auffällige, geradezu charakteristische Bewegungsabläufe dieser Art sind das Knicksen und das Blinzeln. Beim Knicksen knickt der Vogel im Fersengelenk kurz ein; der übrige Körper wird waagrecht und ruhig gehalten. Häufig werden die Flügel leicht gespreizt; oft erfolgt nach jedem Knicksen eine leichte Körperwendung. Die Intensität des Knicksens ist erregungsabhängig. Bis zu 81 Einzelelemente pro Minute wurden gezählt. Dem Knicksen kommt wahrscheinlich hauptsächlich kommunikative Bedeutung zu. Auch eine unterstützende Funktion beim räumlichen Sehen wird diskutiert.
Das Blinzeln, das durch reflexartiges Schließen der Augenlider entsteht, ist bei der Wasseramsel nicht häufiger als bei anderen Singvögeln, jedoch durch die sonst verborgene weiße Randung des oberen Augenlides auffälliger. Es hat nichts mit den Bewegungen der Nickhaut zu tun, mit denen es früher in Verbindung gebracht wurde.

## Brutbiologie

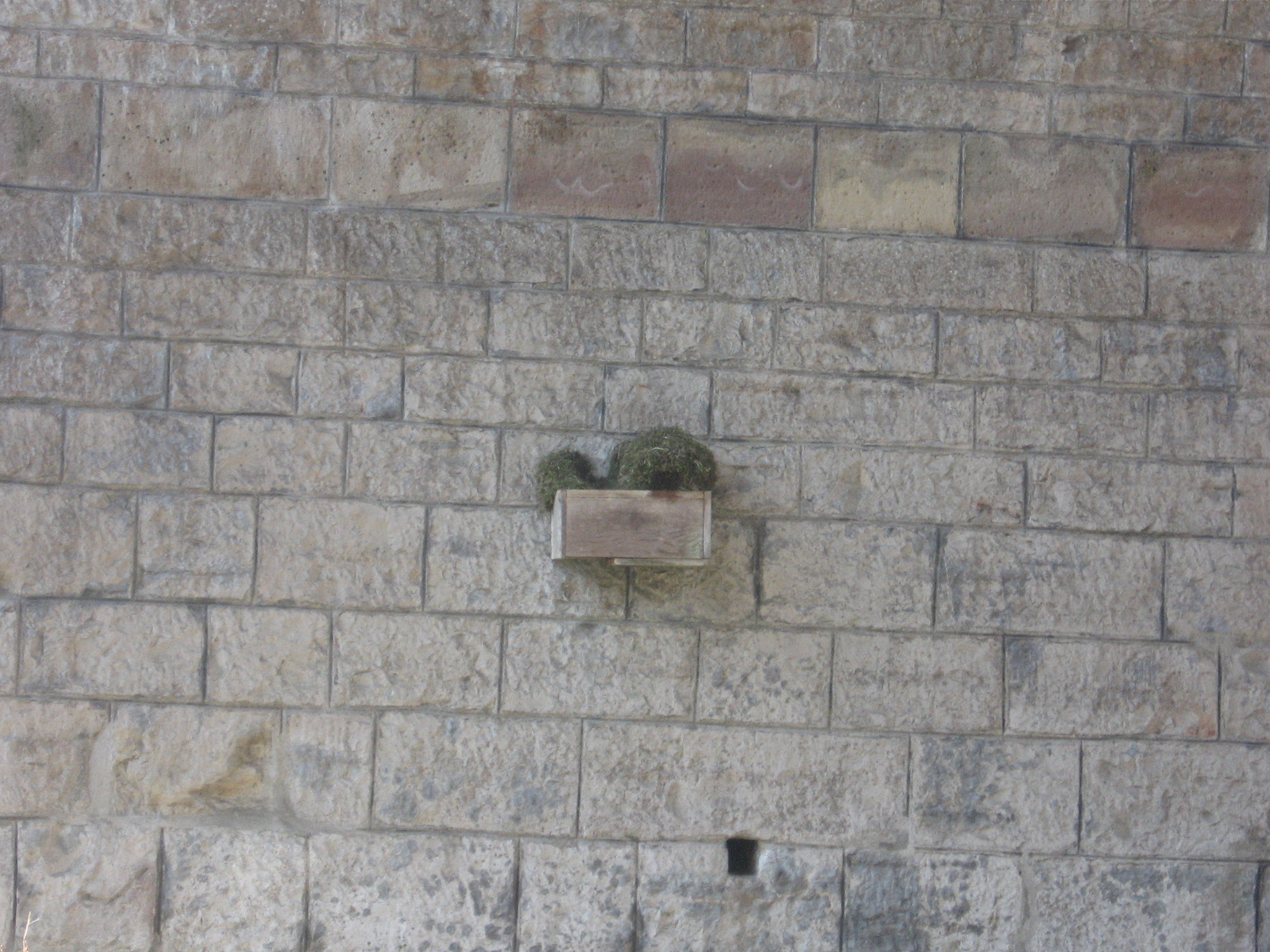
Wasseramselnest auf einem Wasseramselnistkasten an einer Brücke

Jungvögel versuchen schon in ihrem ersten Herbst und Winter ein Revier zu gründen; sie werden im ersten Spätwinter geschlechtsreif. Auf Grund der meist ungleichen Geschlechtsverteilung (es schlüpfen in den meisten Populationen mehr Männchen) kommen einjährige Männchen oft nicht zum Brüten. Wasseramseln führen eine weitgehend monogame Saisonehe; Bigynie sowie Partnerwechsel zwischen Erst- und Zweitbrut wurden jedoch nachgewiesen und dürften nicht selten sein. Die große Brutortstreue beider Partner führt häufig zu mehrjährigen Wiederverpaarungen, gelegentlich auch zu lebenslangen Partnerschaften. In den meisten Populationen kommt es regelmäßig zu zwei, in Ausnahmefällen auch zu drei Bruten.

### Balz und Paarbildung
Die Paarbildung beginnt bereits im Herbst und erreicht im Spätwinter ihren Höhepunkt. Bei der Balz umschwimmt oder umtänzelt das Männchen singend und mit tiefen zurr-Rufen das Weibchen; dabei zuckt es mit den Flügeln, knickst ständig und präsentiert die weiße Brust. Fliegt das Weibchen auf, wird es oft bis über die Baumkronen verfolgt; auch eindrucksvolle Imponierflüge mit anschließendem Imponiertauchen, bei dem das Männchen klatschend in das Wasser stürzt, gehören zum Balzritual. Nach und nach wird auch das Weibchen aktiv, umtänzelt mit Knicksen und Flügelzittern das Männchen; gelegentlich stehen einander die Partner in dieser Pose Brust an Brust, mit zitternd hängenden, oft auch erhobenen Flügeln gegenüber oder springen sich singend an. Wenn das Weibchen vom Männchen dargebotenes Futter annimmt, ist die Paarbildung abgeschlossen.

### Neststandort und Nest

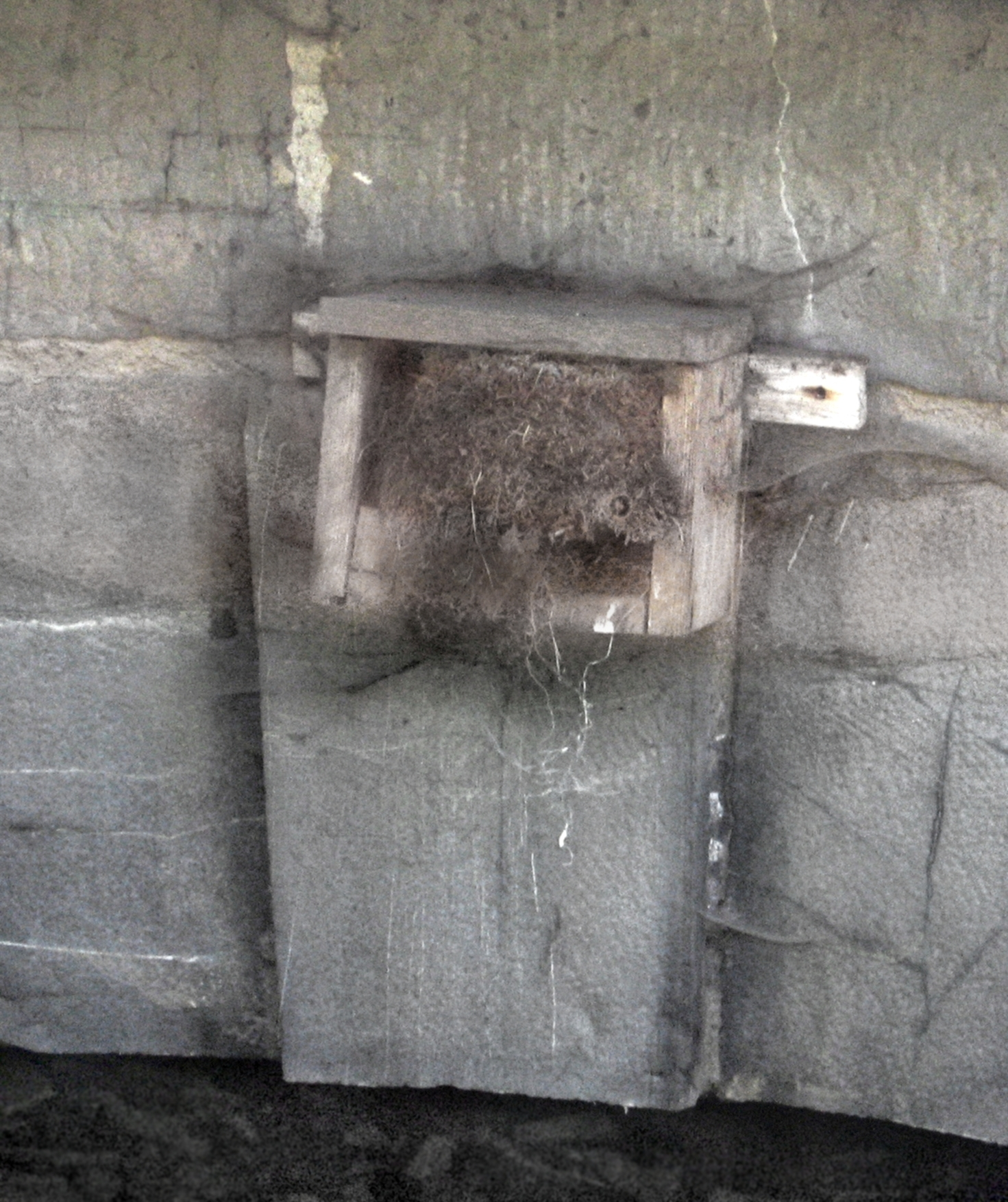
Wasseramselnistkasten mit Nest (2006), aufgehängt 1985

Geeignete Nistplätze sind in den Bruthabitaten der Wasseramsel meist rar. Deshalb wird ein einmal gewählter Neststandort auch nach verloren gegangenen Bruten oft beharrlich beibehalten; alte Nester werden für gewöhnlich nur ausgebessert und nur selten gänzlich erneuert.
Das Männchen hat bei der Nistwahl die Initiative, indem es einen bestimmten Platz anfliegt, dort singt und mit drehenden Bewegungen ein Nistmulden simuliert. Die Neststandorte liegen durchweg unmittelbar am Wasser, oft nur wenige Zentimeter über der Wasserlinie; sie sind deshalb gelegentlich hochwassergefährdet. Niststandorte sind oft Halbhöhlen oder Nischen im Uferbereich, zum Beispiel in Uferverbauungen, an Simsen von Brücken oder Gebäuden, unter freigeschwemmten Wurzeln oder in Uferabbrüchen. Meist ist das Nest von oben gegen Regen gedeckt, halbdunkle Stellen werden bevorzugt. Manchmal ist das Nest gänzlich in eine Höhle eingebaut und von außen kaum zu erkennen. Gelegentlich befindet es sich hinter einem kleinen Wasserfall. Nisthilfen werden von der Wasseramsel oft angenommen.
Das Nest wird von beiden Partnern bei ungestörtem Bauverlauf in etwa 14 Tagen errichtet. Baubeginn ist meist Ende Februar. Das Nest selbst ist ein voluminöses kugeliges Konstrukt, das aus einem vor allem aus fest verflochtenem Moos aufgebauten Außennest, dem aus Grasrispen gebauten Napf und der mit Blättern ausgelegten Nestmulde besteht. Das Nistmaterial wird nass verbaut und oft vor der Verwendung noch ins Wasser getaucht. Charakteristisch für Wasseramselnester ist der nach unten hängende Bart unter dem Einflugloch, der sowohl als Regentraufe als auch als Haltepunkt dient, wenn die fütternden Eltern nicht mehr ins Nest einschlüpfen. Die kugelige, nach oben geschlossene Bauform wird auch in Halbhöhlen und Höhlen beibehalten. Das Einflugloch befindet sich seitlich und ist mit 70 Millimetern × 50 Millimetern meist breiter als hoch. Neu erbaute Nester haben einen Durchmesser von etwa 20 Zentimetern. Da sie jedoch jahrelang wiederverwendet und ständig ausgebaut und erweitert werden, können sie zu umfangreichen Gebilden von über einem halben Meter Durchmesser anwachsen.

### Gelege und Brut

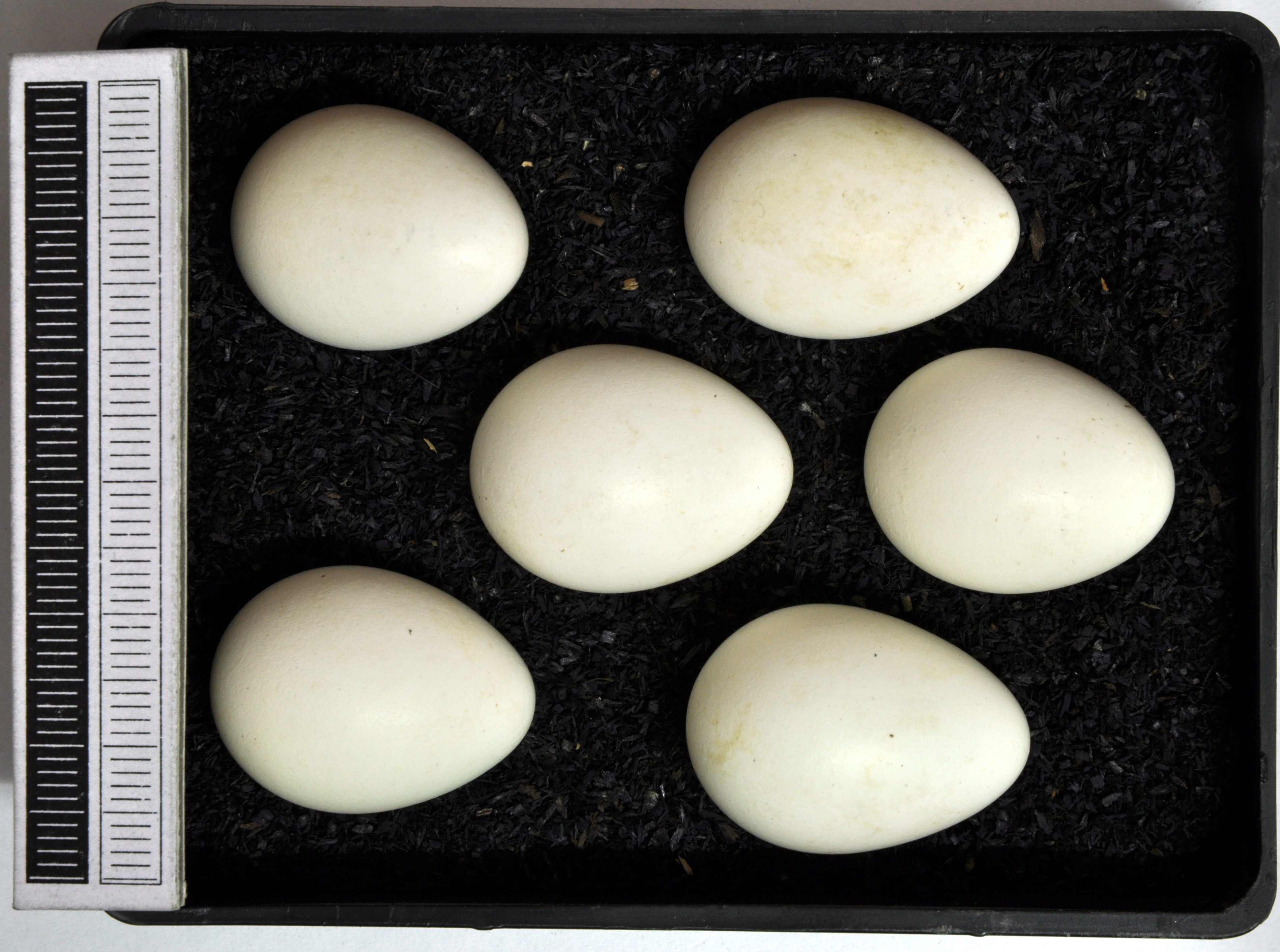
Eier (Sammlung Museum Wiesbaden)

In Mitteleuropa beginnt die Legeperiode Mitte Februar und endet Mitte Juni. Spätbruten wurden noch im Juli festgestellt. In höheren Lagen sowie in den nördlichen Verbreitungsgebieten verschiebt sich der Brutbeginn in den April und in den Mai; Brutdaten aus Südosteuropa und aus Asien liegen nicht vor. Wie bei anderen Vogelarten auch wurde in den letzten 20 Jahren eine signifikante Vorverlegung des durchschnittlichen Brutbeginns festgestellt, eine Erscheinung, die zu einem gewissen Grade mit der globalen Erwärmung, stärker jedoch mit der zunehmenden anthropogenen Nutzung der Fließgewässer, die häufig zu deren Erwärmung führt, zusammenhängt. Der Brutbeginn der Wasseramsel korreliert in Mitteleuropa signifikant mit der Vollblüte des Huflattichs und des Buschwindröschens.
Ein Vollgelege besteht aus vier bis sechs reinweißen spitzovalen Eiern mit einer Größe von etwa 26,6 Millimetern × 18,8 Millimetern. Zweitbruten kommen regelmäßig vor. Bei solchen sind die Gelege meist etwas kleiner, auch die Durchschnittsgröße der Eier ist etwas geringer. Die Eier werden ausschließlich vom Weibchen, meist vom vorletzten Ei an, durchschnittlich 16 Tage bebrütet; während der Brutzeit hält sich das Männchen in der Nähe des Nestes auf und füttert gelegentlich das Weibchen, das jedoch auch selbst das Nest verlässt und nach Nahrung sucht. Die Küken werden in den ersten Tagen vom Weibchen gehudert und vom Männchen mit Nahrung versorgt; später füttern beide Eltern und entfernen die Kotballen. Nach etwa 24 Tagen verlassen die Jungen das Nest. Sie werden noch weitere zehn bis 14 Tage von den Eltern betreut, bevor sie abwandern. Zweitbruten beginnen im Durchschnitt neun Tage nach dem Flüggewerden der Erstbrut, manchmal auch schon früher. Oft übernimmt in solchen Fällen das Männchen allein die Führung der Jungvögel der Erstbrut, während das Weibchen bereits auf dem zweiten Gelege sitzt.
Der Ausfliegeerfolg wurde in einer großen Untersuchung in Baden-Württemberg mit 67,9 % ermittelt. Von 902 Gelegen mit 4076 Eiern flogen 2769 Junge aus.

## Systematik
Die Wasseramsel ist eine der fünf Arten der Gattung Cinclus innerhalb der Familie Cinclidae; gelegentlich wird diese auch als Unterfamilie (Cinclinae) der Fliegenschnäpper (Muscicapidae) aufgefasst. Zwei Arten sind in Eurasien, eine ist in Nordamerika und zwei sind in Südamerika beheimatet. Die verwandtschaftliche Stellung der Familie ist Gegenstand der Forschung. Sie wurden früher auf Grund morphologischer und verhaltensbiologischer Ähnlichkeiten in die Nähe der Zaunkönige (Troglodytidae) gestellt, heute wird eine nähere Verwandtschaft mit den Drosseln (Turdidae) und Spottdrosseln (Mimidae) als wahrscheinlicher angenommen.
Es wurden über 20 Unterarten beschrieben, von denen heute 13 allgemein Anerkennung finden. Es lassen sich zwei Unterartengruppen unterscheiden: die cinclus-Gruppe in Europa, Nordafrika und Vorderasien sowie die leucogaster-Gruppe in Zentral- und Ostasien, im Himalayagebiet sowie in Westchina. Bei Vögeln der leucogaster-Gruppe treten unterschiedliche Farbmorphen auf, ansonsten sind die Unterarten nur schwach differenziert. Wesentliche Unterschiede bestehen in der Färbung der bauchseitigen Begrenzung des Brustlatzes, in der Färbung des Bauches selbst sowie in der Größe. Allerdings ergaben phylogenetische Untersuchungen der europäischen Unterarten keine Übereinstimmung mit ihrer morphologischen Differenzierung, sodass die Validität dieser Unterarten insgesamt fraglich erscheint.

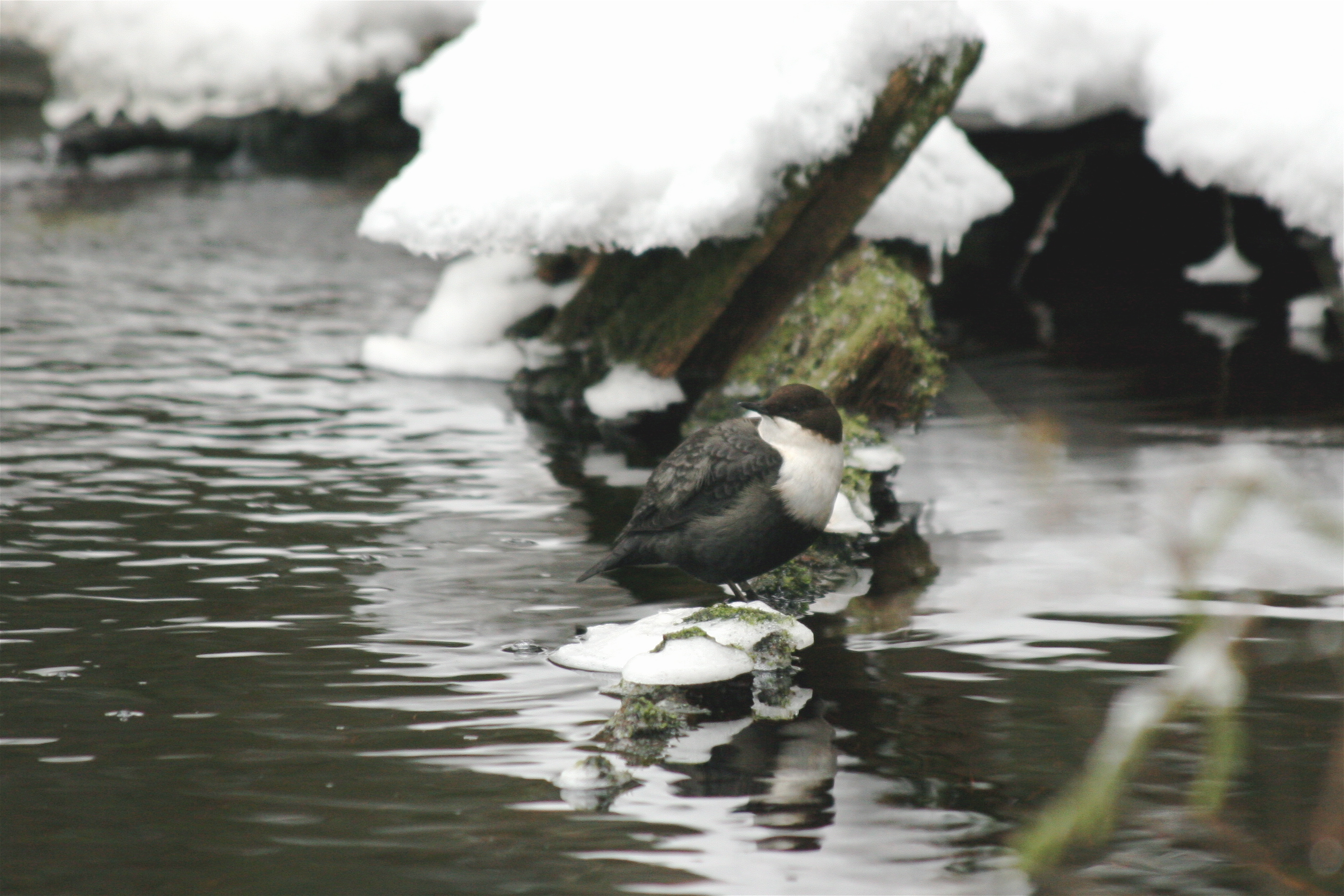
Cinclus c. cinclus

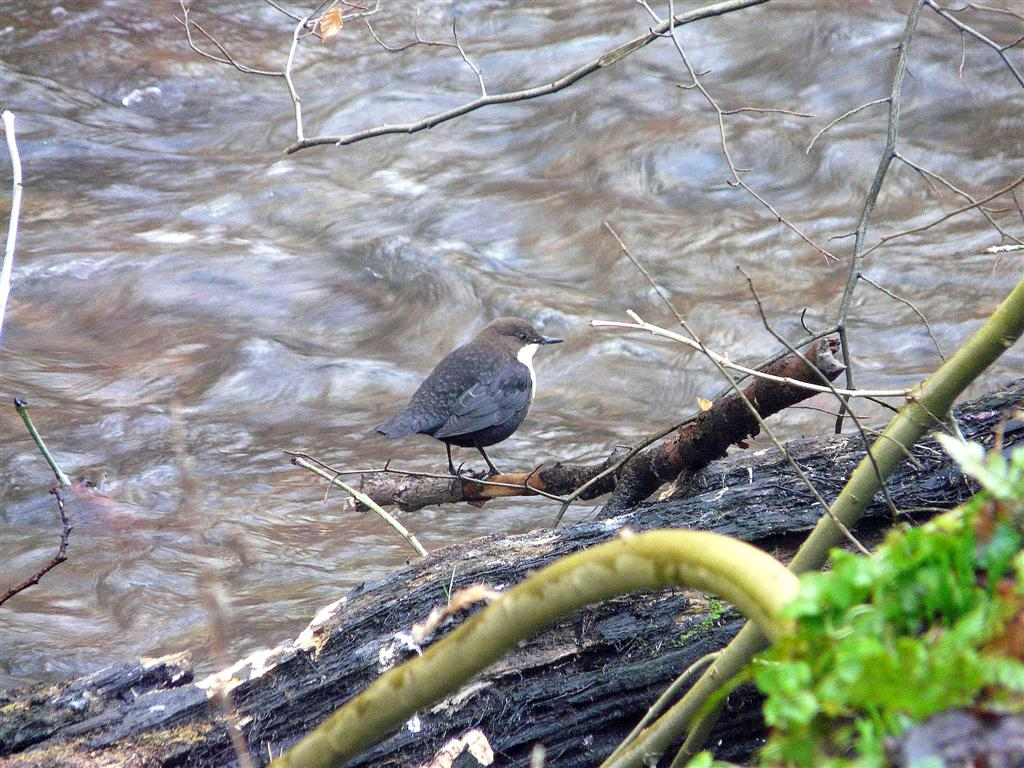
Cinclus c. gularis

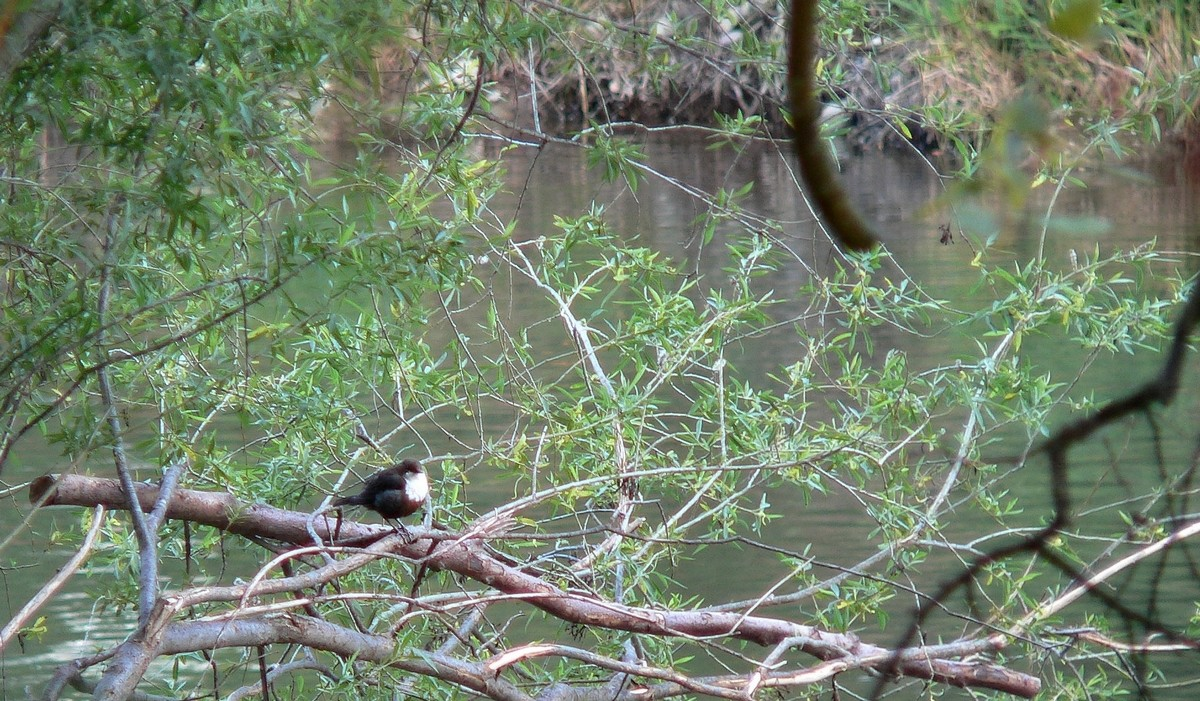
Dösende Wasseramsel (C. c. aquaticus) an der Argen in Baden-Württemberg

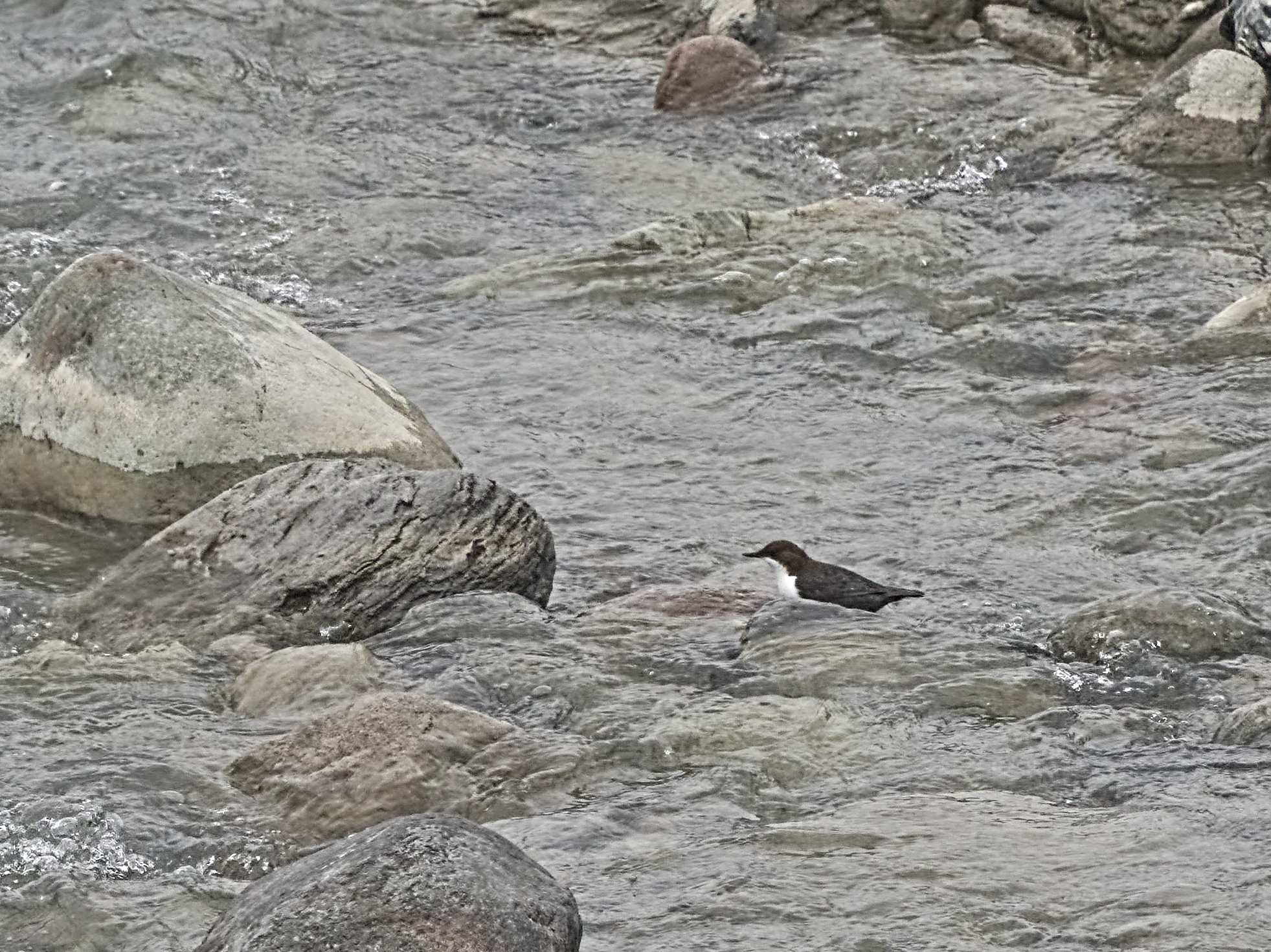
Cinclus cinclus caucasicus in Georgien

- C. c. cinclus (Linnaeus, 1758): Die Nominatform kommt in Skandinavien, dem Baltikum und in Nordwestrussland vor. Im Süden schließt, meist durch eine unterschiedlich breite vorkommenslose Zone getrennt, das Verbreitungsgebiet von C. c. aquaticus an. Vögel der Nominatform weisen keine oder nur geringfügige rötlichbraune Färbungselemente im Brustbereich auf. Die Wasseramseln Spaniens und die von Korsika und wahrscheinlich auch von Sardinien werden gelegentlich als eigene Unterarten beschrieben ( C. c. pyrenaicus beziehungsweise C. c. sapsworthi), meist aber entweder der Nominatform oder der mitteleuropäischen Unterart C. c. aquaticus zugerechnet.
- C. c. gularis (Latham, 1802): Die britische Wasseramsel ist im östlichen Teil Schottlands, auf den Orkney, in Wales und im westlichen England Brutvogel. Die Unterart ist auf der Oberseite relativ hell, der weiße Brustlatz ist kleiner als bei C. c. aquaticus und das Brustband eher kastanienbraun; Bauch und Flanken sind grau.
- C. c. hibernicus Hartert, E, 1910: Die irische Wasseramsel ist in Irland, dem westlichen Schottland sowie auf den Hebriden verbreitet. Sie gleicht weitgehend C. c. gularis, ist aber im Flanken- und Bauchbereich dunkler.
- C. c. aquaticus (Bechstein, 1796): Diese Unterart kommt vom östlichen Spanien, Ostfrankreich und Belgien über das gesamte Mitteleuropa ostwärts bis Polen und südwärts bis Sizilien und Griechenland vor. Von C. c. aquaticus werden gelegentlich die nur schwach differenzierten Färbungsvarianten C. c. rufipectoralis sowie C. c. orientalis abgetrennt.
- C. c. minor Tristram, 1870 ist den Gebirgszonen Nordafrikas beheimatet. Sie ist (ungeachtet des Namens) etwas größer, vor allem aber deutlich langschnäbeliger als C. c. aquaticus, der sie sonst in der Färbung weitgehend gleicht.
- C. c. caucasicus  Madarász, 1903: Diese von der Osttürkei und den Kaukasusländern ostwärts bis in den Nordiran vorkommende Unterart ist auffallend dunkel. Die Bauchseite kann fast schwarz sein, ein rötlichbrauner Farbschimmer im Brustbereich ist vorhanden, doch ein eigentliches Brustband fehlt. Die auf Zypern seit 1958 nicht mehr festgestellten Wasseramseln ähnelten stark dieser Unterart; sie wurden als C. c. olympicus beschrieben.
- C. c. persicus Witherby, 1906: Kommt nur in einem kleinen Gebiet im südlichen Zagros vor. Sehr ähnlich C. c. caucasicus, jedoch größer und weniger kontrastreich, blasser gefärbt.
- C. c. rufiventris Tristram, 1884: Diese kleine Unterart kommt im Libanongebirge vor. Sie ist etwas dunkler als C. c. persicus.
- C. c. uralensis Serebrovski, 1927: Unterart, die an Flüssen und Bächen des Uralgebirges brütet. Diese Unterart ist der Nominatform sehr ähnlich, die Rückenfärbung ist jedoch etwas blasser und brauner. Ein schmaler brauner Brustlatz ist bei den meisten Individuen erkennbar.
- C. c. leucogaster Bonaparte, 1850: Diese Unterart bewohnt das flächenmäßig größte Verbreitungsgebiet. Es reicht von Nordafghanistan nordostwärts bis ins Baikalgebiet, möglicherweise bis in die Westabdachung des Stanowojgebirges. Es werden drei Farbmorphen beschrieben: eine völlig weißbäuchige, eine auf der gesamten Unterseite schwarzbraune sowie eine intermediär gefärbte mit schwarzbraunem Bauch und weißem Kehl- und Brustbereich.
- C. c. cashmeriensis Gould, 1861: Eine Unterart, die vor allem im westlichen Himalaya und den angrenzenden Gebirgszügen vorkommt. Sie gleicht weitgehend den Hochgebirgsvögeln des Kaukasus.
- C. c. przewalski Bianchi, 1905: Kommt östlich von cashmeriensis im südöstlichen Tibet, in Bhutan und in Westchina vor. Sehr ähnlich der Nominatform, wie diese ohne rötlichbraune Färbungen, aber am Rücken und Bauchgefieder dunkler. In Westchina kommen einheitlich schwarzbraun gefärbte Vögel vor.

## Bestandssituation, Gefährdungsursachen und Lebenserwartung
Der Bestand der Wasseramsel ist in seinem Gesamtverbreitungsgebiet zurzeit offenbar nicht gefährdet und scheint auf hohem Niveau stabil zu sein. Allerdings liegen aus den nordafrikanischen und asiatischen Brutgebieten kaum belastbare Untersuchungen vor.
Die hohen Bestände der Wasseramsel in weiten Teilen Europas gingen Anfang der 1960er Jahre rapide zurück; verantwortlich dafür waren Uferverbauungen, Flussbegradigungen und andere wasserbauliche Maßnahmen; daneben wirkten sich Gewässerverschmutzung und die Aufgabe vieler kleiner Mühlen und anderer wassergestützter kleiner Handwerks- und Industriebetriebe negativ auf die Vorkommensdichte der Art aus. Teilweise wurde der Art auch gezielt nachgestellt, da sie irrtümlich als Fischereischädling angesehen wurde. Seit Mitte der 1980er Jahre stoppten umfangreiche Gewässersanierungen, Regulierungsrückbauten, aber auch das Anbringen von Nisthilfen den Rückgang. Die Bestände konnten sich erholen, sodass heute in weiten Teilen Europas die meisten geeigneten Wasseramselhabitate besetzt sind.
In der Roten Liste der Bestandsgefährdeten Brutvogelarten Hessen (11. Fassung Stand 2021) wird die Wasseramsel in der Kategorie 3 (gefährdet) geführt.
Wesentlichste natürliche Verlustursachen sind Hochwasser während der Brutzeit, Prädatoren wie Greifvögel, Marder und Schermaus sowie sehr harte Winter, die großräumig die Nahrungsgewässer zufrieren lassen. Schwerwiegender sind jedoch nach wie vor anthropogene Eingriffe in die Habitate der Art. Vor allem immer stärker zunehmende Freizeitaktivitäten wirken sich auf den Bestand der Wasseramsel negativ aus.
Zur Lebenserwartung der Wasseramsel liegen nur wenige Angaben vor. Generell dürfte die Mortalitätsrate der Jungvögel sehr groß sein; bei größeren Untersuchungen wurde eine durchschnittliche Lebenserwartung von etwa zwei Jahren errechnet. Wiederfunde nestjung beringter Vögel ergaben einmal 8,5 Jahre für C. c. aquaticus und 5,75 Jahre für C. c. cinclus. Ein sechsjähriges Weibchen hatte mindestens 7-mal gebrütet und 30 Junge zum Ausfliegen gebracht.